# Pamphagus tunetanus
Pamphagus tunetanus är en insektsart som beskrevs av Vosseler 1902. Pamphagus tunetanus ingår i släktet Pamphagus och familjen Pamphagidae. Inga underarter finns listade i Catalogue of Life.